# Drôle de drame
Ne doit pas être confondu avec Drôles de dames.
Pour plus de détails, voir Fiche technique et Distribution.
Drôle de drame est un film français de Marcel Carné, sur un scénario et des dialogues de Jacques Prévert, réalisé et sorti en salles en 1937, avec pour interprètes principaux Michel Simon, Louis Jouvet, Françoise Rosay et Jean-Louis Barrault.
Adapté du roman La Mémorable et Tragique Aventure de M. Irwin Molyneux (His First Offence) de l'auteur britannique Joseph Storer Clouston, le film doit beaucoup de sa notoriété aux dialogues de Jacques Prévert et une célèbre scène aux répliques devenues cultes échangées entre Michel Simon et Louis Jouvet : « Je vous assure mon cher cousin, que vous avez dit bizarre » (Simon), « Moi, j’ai dit bizarre ? Comme c'est bizarre… » (Jouvet).

## Synopsis
À Londres, l'évêque Soper donne une conférence dénonçant la littérature licencieuse et policière, en particulier Le Crime modèle, roman d'un certain Félix Chapel. Dans l'assistance se trouve le cousin de l'évêque, Irwin Molyneux, que l'évêque invite à s'exprimer. Après avoir bredouillé quelques mots, il est interrompu par William Kramps, le tueur de bouchers, qui parvient à s'enfuir. La conférence prend fin dans la confusion et l'évêque Soper s'invite à dîner chez Molyneux le soir même pour déguster un canard à l'orange, spécialité de la cuisinière, Mme Pencil.
Mais celle-ci démissionne brusquement, laissant madame Molyneux dans un extrême embarras lorsqu'elle apprend que l'évêque s'est invité à dîner. Pour éviter que ce dernier ne tire de cette absence des conclusions désobligeantes, elle imagine de remplacer la cuisinière et de justifier son apparente absence par un brusque déplacement chez des amis de province. On apprend au passage que Felix Chapel n'est autre que Molyneux lui-même.
L'évêque interroge Molyneux sur l'absence de son épouse et conçoit un soupçon, exprimé par la réplique culte « Moi, j'ai dit bizarre ? Comme c'est bizarre ». Molyneux lui affirmant que son épouse doit rentrer bientôt, Soper s'invite à passer la nuit dans la maison pour attendre son retour. Plutôt que de révéler la supercherie, les Molyneux décident de quitter la maison en pleine nuit : cette initiative ne fait qu'accroître les soupçons de l'évêque, qui finit de se convaincre que Molyneux a assassiné son épouse et appelle Scotland Yard.
L'inspecteur Bray arrive, déduit que Molyneux a empoisonné sa femme, que les innombrables bouteilles de lait présentes dans la maison en sont la preuve : le lait serait le contre-poison et « qui dit contre-poison dit poison ». Il retient la secrétaire Eva, veut lui tirer les vers du nez, mais elle ne révèle rien. Le laitier Billy fait son entrée, mais est arrêté par la police comme complice. Pendant ce temps, M. et Mme Molyneux se cachent dans un hôtel du quartier chinois dont l'une des chambres est occupée par William Kramps.
Tout Londres se passionne pour l'affaire et Irwin, sous l'identité de Chapel, accepte d'enquêter pour le compte d'un journal. Molyneux avoue son secret à sa femme : les intrigues de ses romans lui sont données par Eva. Mais celle-ci confie qu'elle les tient du laitier Billy, lequel est en prison.
À l'hôtel, Mme Molyneux rencontre William Kramps, qui lui déclare son amour avant de se précipiter chez les Molyneux, où se trouve Chapel : M. Molyneux. Alors qu'il s'apprête à tuer celui qui est pour lui Chapel, Molyneux révèle son identité et dit avoir tué Chapel et son épouse. Entre assassins le courant passe immédiatement et ils se saoulent.
Fin saouls, les deux compagnons de fortune descendent au domicile de Kramps pour qu'il présente à son ami son grand amour, Daisy, alias Margaret (Mme Molyneux). Finalement, ils s'en retournent chez les Molyneux, où Kramps tombe dans le bassin de la serre. Pendant ce temps, le dormeur est revenu, et un autre personnage s'introduit dans la maison, qu'il surprend : ce n'est autre que l'évêque qui, inquiet pour sa réputation, s'est déguisé en écossais pour venir récupérer une brochure de danseuse légère qui lui est dédicacée. Molyneux l'enferme dans une chambre et appelle Scotland Yard.
Excitée par un balayeur, la foule déchaînée se presse à la porte des Molyneux, menaçant de pendre le révérend qu'elle accuse d'avoir tué Mme Molyneux. Cette dernière arrive dans la maison et se cache dans une penderie. Arrive alors la vieille tante à héritage qui prend Molyneux pour Félix Chapel, dont elle veut faire son héritier. Tous les personnages sont donc réunis lorsque le dormeur se réveille et annonce qu'il sait où se trouve le cadavre de Mme Molyneux : il a vu en rêve qu'il était dans le placard. En sort une Margaret tout à fait vivante. L'inspecteur propose alors de la montrer à la foule, parce qu’elle commence à défoncer la porte. Celle-ci, agacée de finalement n'avoir personne à pendre, est excitée par le balayeur qui sort une preuve contre l'évêque, la fameuse brochure : il l'accuse alors d'avoir assassiné Irwin avec la complicité de Margaret, puisqu'on ne l'a pas montré à la fenêtre.
Alors que tous se retrouvent pris au piège et que la foule s'apprête à les attaquer, William Kramps fait son apparition : il prétend avoir tué par erreur Molyneux, dont il aurait jeté le cadavre dans la Tamise. La prétendue veuve Molyneux feint la douleur tandis que Kramps est emmené par la police, ayant auparavant assuré à Margaret qu'il s'évaderait comme chaque fois, suivi par la foule déchaînée.

## Fiche technique
- Titre original :  Drôle de drame
- Réalisation : Marcel Carné
- Scénario : Jacques Prévert et Marcel Carné d'après La Mémorable et Tragique Aventure de M. Irwin Molyneux (His First Offence), roman de 1912 de Joseph Storer Clouston
- Adaptation et dialogues : Jacques Prévert
- Images : Eugen Schüfftan (directeur de la photographie), Louis Page, Henri Alekan
- Assistants réalisateurs : Pierre Prévert et Claude Walter
- Décors : Alexandre Trauner
- Musique : Maurice Jaubert (Éditions Enoch et Cie)
- Costumes : Lou Tchimoukov
- Montage : Marthe Poncin
- Son : Antoine Archimbaud
- Production : Édouard Corniglion-Molinier (France)
- Directeur de production : Charles David
- Administration : Jean Lévy-Ferry
- Distribution : Les Grands Films Classiques
- Tournage : mai et juin 1937, dans les studios Pathé Cinéma de Joinville-le-Pont
- Montage : Marthe Poncin et Marthe Gottie
- Pellicule : 35 mm noir et blanc
- Système sonore : R.C.A Photophone
- Tirage : Pathé Cinéma
- Date de sortie : 20 octobre 1937, à Paris
- Genre : Comédie
- Durée : 105 min
- Affiche : Bernard Lancy (France)

## Distribution
- Françoise Rosay : Margaret Molyneux
- Michel Simon : Irwin Molyneux, professeur de botanique, alias Felix Chapel, le romancier
- Louis Jouvet : Monseigneur Archibald Soper, l'archevêque de Bedford
- Jean-Pierre Aumont : Billy, le laitier amoureux d'Eva
- Nadine Vogel : Eva, la secrétaire
- Pierre Alcover :  l'inspecteur Bray de Scotland Yard
- Jean-Louis Barrault : William Kramps, le tueur de bouchers
- Henri Guisol : Buffington, le journaliste
- Agnès Capri : la chanteuse des rues
- René Génin : le balayeur
- Marcel Duhamel : le fêtard amoureux des enterrements
- Jane Lory : la tante Mac Phearson
- Madeleine Suffel : Victory, la gouvernante de la tante
- Jenny Burnay : Mme Pencil, la cuisinière des Molyneux
- Claudie Carter : une figurante
- Anne Cariel : Élisabeth Soper, la femme de l'archevêque
- Ky Duyen : l'hôtelier chinois
- Jean Sinoël : le gardien de prison
- Yves Deniaud : un policier en civil
- Fabien Loris : un policier en civil
- Frédéric O'Brady : un policier en civil
- Max Morise : James, le valet de chambre
- Pierre Prévert : le crieur de journaux
- Guy Decomble : le maquereau
- Marcel Marceau : un figurant
- Franck Maurice : le père qui réprimande son fils
- Robert Mercier : un policier en civil
- Margot Capelier : la cliente du salon de thé
- Jean Marais : le fêtard assommé[1],[Note 1]
- Foun-Sen
- Raymond Pélissier

## Autour du film
- En 1974, Jean-Louis Barrault écrivait à propos du film :

« Il me paraît, à trente-sept ans de distance, que l'originalité profonde de Drôle de drame a été caractérisée par une liberté totale d'expression et la synthèse de l'humour et de la poésie. Et c'est peut-être cela qui a surpris le public, mais c'est grâce à ce film que Prévert et Carné ont imposé au monde du cinéma la poésie burlesque, la qualité du verbe poétique, l'humour et la liberté totale dans les associations d'idées du montage. C'est ce qui me semble donner toute sa valeur moderne et future à Drôle de drame. »

- Dans Jacques Prévert, celui qui rouge de cœur, Danièle Gasiglia-Laster présente le film comme suit :

« Jacques Prévert adapte pour Marcel Carné le roman de l'anglais Storer Clouston :  His first offence . [...] Le thème de l'identité et du double, qui réapparaîtra dans les scénarios de Prévert, est ici poussé à ses limites : Margaret Molyneux est aimée sous un faux prénom par William Kramps (tueur de bouchers, qui ne lui dit pas tout de suite qui il est), l'évêque de Bedford se déguise en Écossais pour sauver l'honneur de sa famille et, surtout, Irwin Molyneux qui écrit des romans policiers sous le nom de Félix Chapel mais qui emprunte ses idées à sa secrétaire, qui elle-même les tire d'histoires racontées par un jeune laitier, se verra forcé de garder à vie fausse barbe et faux nom. »
- Dans Jacques Prévert, portrait d'une vie, Carole Aurouet analyse ainsi les dialogues écrits par Jacques Prévert :

« Ce qui frappe d’emblée dans ce film, c’est le sens percutant de dialogues qui détournent les lieux communs. Ceux-ci sont parfois présents sous la forme de leitmotiv tels que « À force d’écrire des choses horribles, les choses horribles finissent par arriver » (Michel Simon/M. Molyneux) ou encore « Vous lisez les mauvais livres écrits avec la mauvaise encre du mauvais esprit » (Archibald Soper, l’évêque de Bedford/Louis Jouvet). Les effets recherchés sont évidemment comiques – la répétition y contribue – et corrosifs, servant le propos général du film. Prévert se fait plaisir, et son plaisir est communicatif. Il n’en dit pas moins dans un registre apparemment léger des choses essentielles, au service d’une thématique libertaire. Il écorne la morale bien pensante des milieux bourgeois. »
- Le film contient également l’un des dialogues les plus célèbres du cinéma français d’avant-guerre, dans la scène où Bedford, à table avec son cousin, tente de cacher son inquiétude qu'il vient d'exprimer à voix haute :

« — Vous regardez vot couteau, et vous dites bizarre… bizarre, alors je croyais que…
— Dites-moi, j’ai dit bizarre… bizarre ? Comme c’est étrange... Pourquoi aurais-je dit bizarre… bizarre…
— Je vous assure, cher cousin, que vous avez dit bizarre.
— Moi, j’ai dit bizarre ? Comme c'est bizarre... »

— Dialogue entre Molyneux/Simon et Bedford/Jouvet
- Les deux acteurs principaux (Louis Jouvet et Michel Simon) se détestaient cordialement, rendant l'ambiance du tournage électrique. La légende veut ainsi qu'un jour où Jouvet lui dit : « Votre rôle est admirable », Simon lui aurait répondu : « Je sais, j'ai refusé le vôtre. ». Par ailleurs, au cours de la scène « Bizarre, bizarre »[3], chacun teste l'autre en essayant de le faire chuter sur les répliques, d'autant plus que leurs verres sont remplis de véritable alcool ; si bien qu'après plusieurs prises, ils finissent un peu éméchés.
- La mélodie du générique de début est celle de la chanson populaire Ta-ra-ra Boom-de-ay (en), créée en 1891 à Boston puis popularisée à Londres en 1892.

## Dans la culture populaire
En 1987, pour leur album Houlala 2 : La Mission, le groupe de punk français les Ludwig von 88 crée une chanson intitulée William Kramps, tueur de bouchers qui rend hommage aux personnages du film de Carné.